# Delsbo Forngård

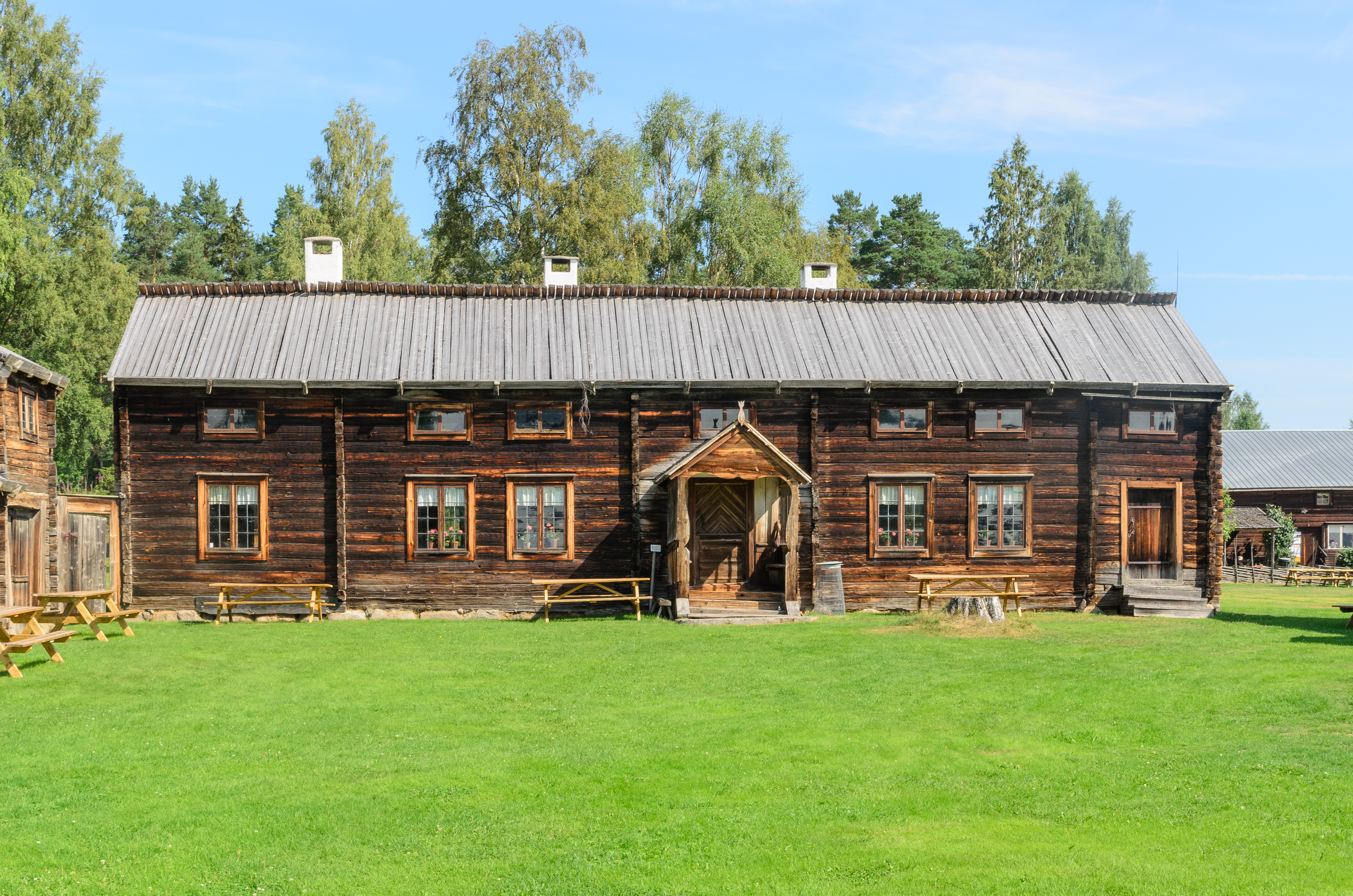
Per-Nilsas gården från 1700-talet..

Delsbo Forngård är en hembygdsgård i Delsbo i norra Hälsingland. Forngården grundades 1938 av Delsbo Hembygds- och Fornminnesförening och samlar gårdar och andra byggnader från trakten. Sedan 1952 arrangeras Delsbostämman på forngården, Sveriges äldsta spelmansstämma.

## Byggnader

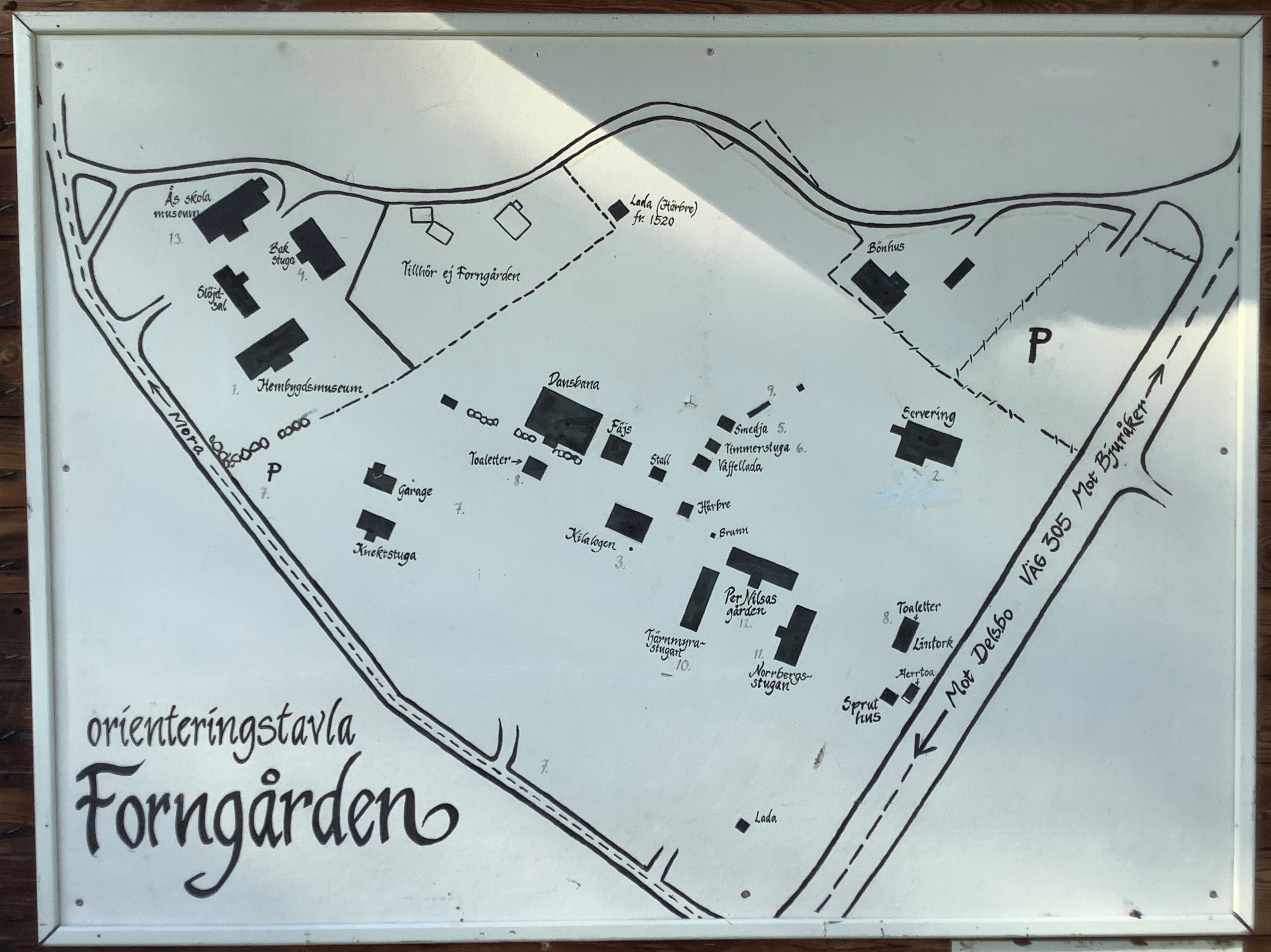
Orienteringstavla över Delsbo Forngård

Forngården samlar byggnader från 1500-talet och framåt. Flera av byggnaderna har kulturhistoriskt värdefulla väggmålningar av Gustaf Reuter (1699-1783) och hans lärjunge Erik "Snickarmålarn" Ersson  (1730-1800).
Bland byggnaderna finns:
- Per-Nilsas gården stod ursprungligen i Sunnansjö innan den skänktes till föreningen 1935. Gården är en representant för 1700-talets arkitektur i Delsbo. Typiskt för perioden är att man har byggt till huset i höjdled med en halv våning.
- Tjärnmyrastugan kommer ursprungligen från Karlsgården i Tjärnmyra och är enligt Forngården sannolikt uppförd på 1600-talet. Utmärkande för byggnaden är pigloftet.
- Norrbergsstugan är av 1600-talstyp och flyttades 1952 till forngården och återställdes till sitt ursprungliga skick. Innan flytten och forngården användes byggnaden som bygdemuseum i Delsbo. Konstnären och författaren Fredrik Winblad von Walter tjänstgjorde då som ciceron och vaktmästare. I byggnaden finns väggmålningar av Erik "Snickarmålarn" Ersson.
- Kilalogen är en tröskloge byggd av grovt timmer.
- Knektstugan kommer från Isbo och tillhörde soldaten Henrik Thimper som levde mellan 1817 – 1894.

### Bilder

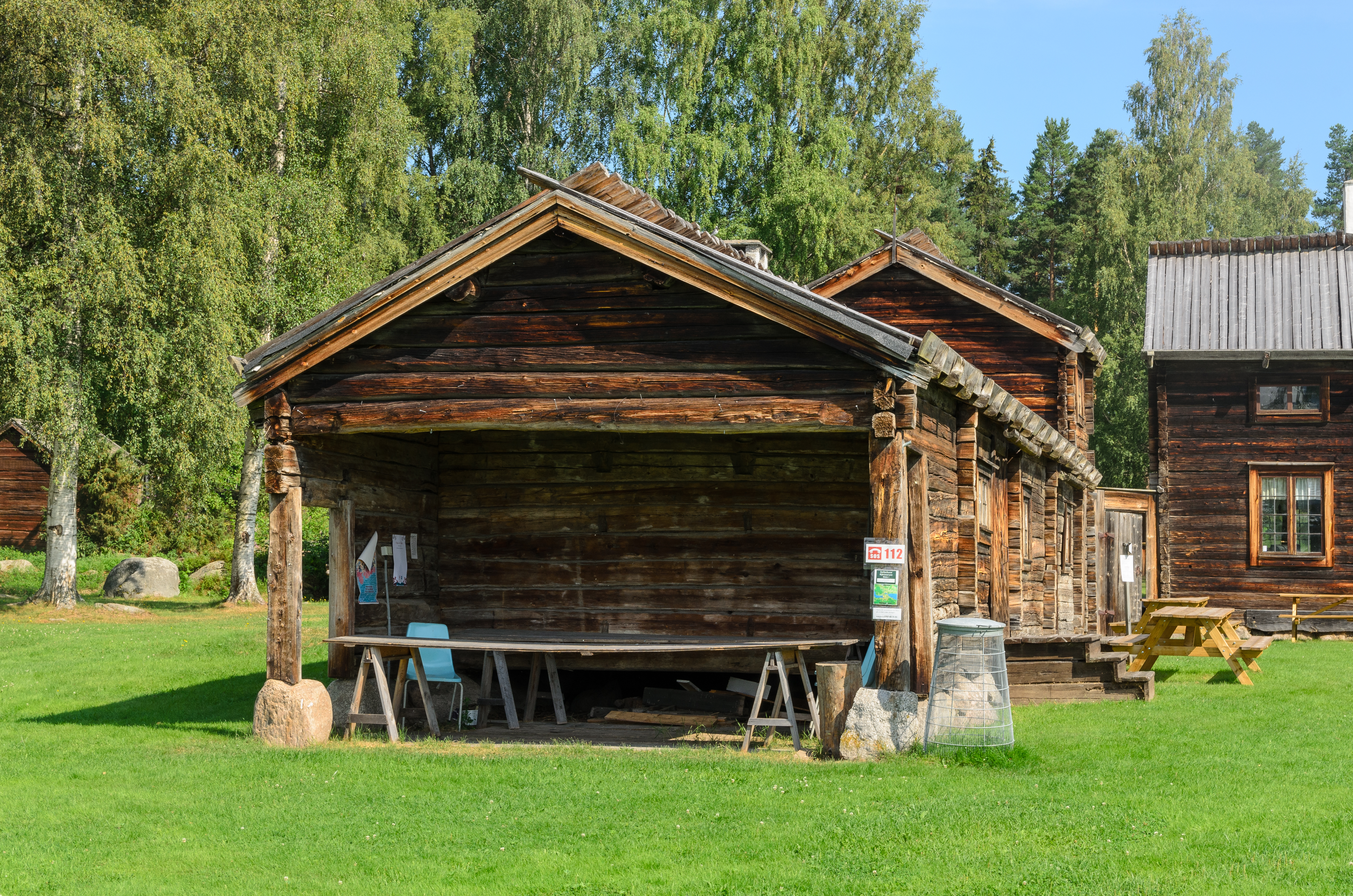
Tjärnmyrastugan
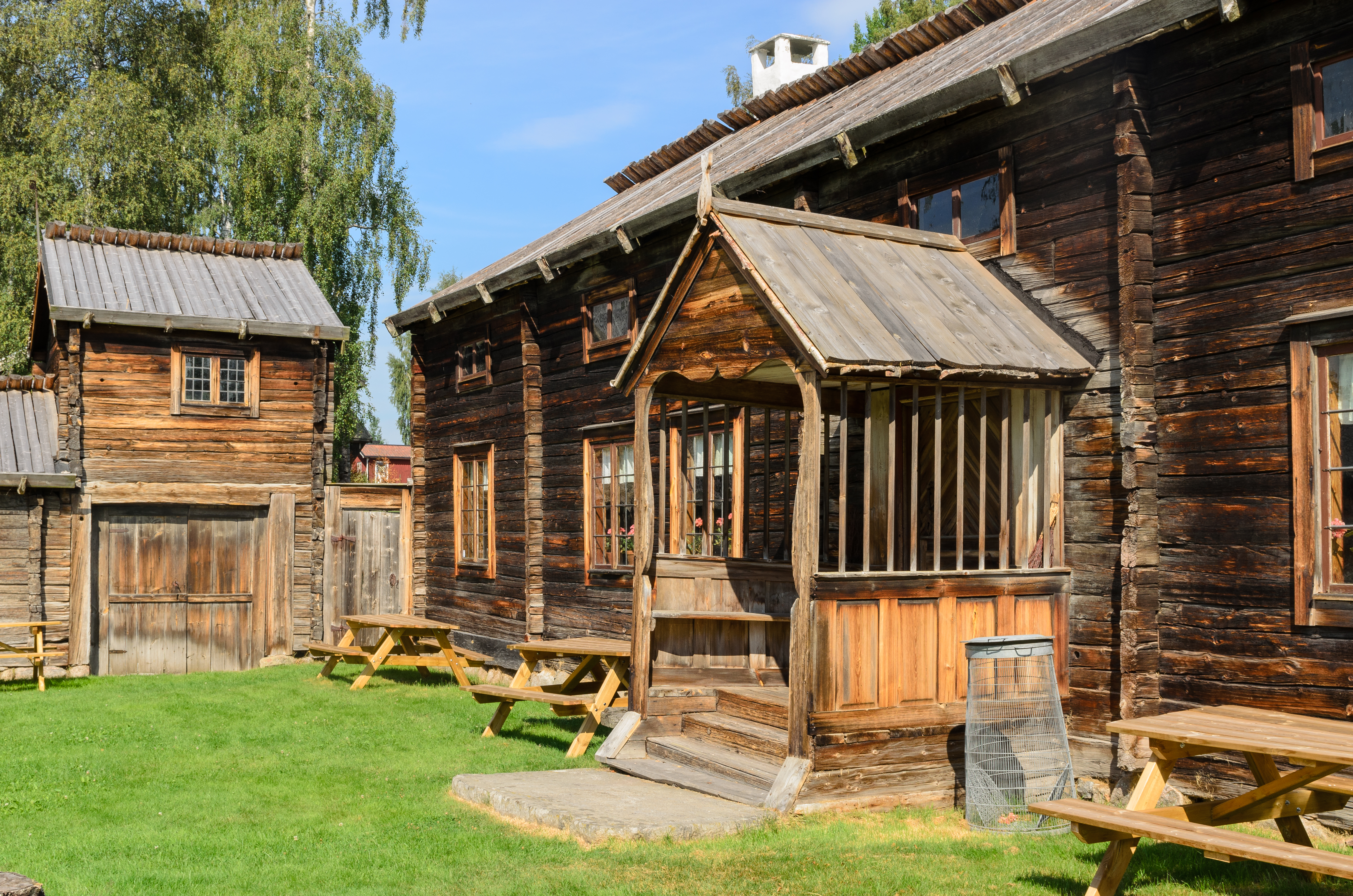
Tjärnmyrastugan och  Per-Nilsas gården
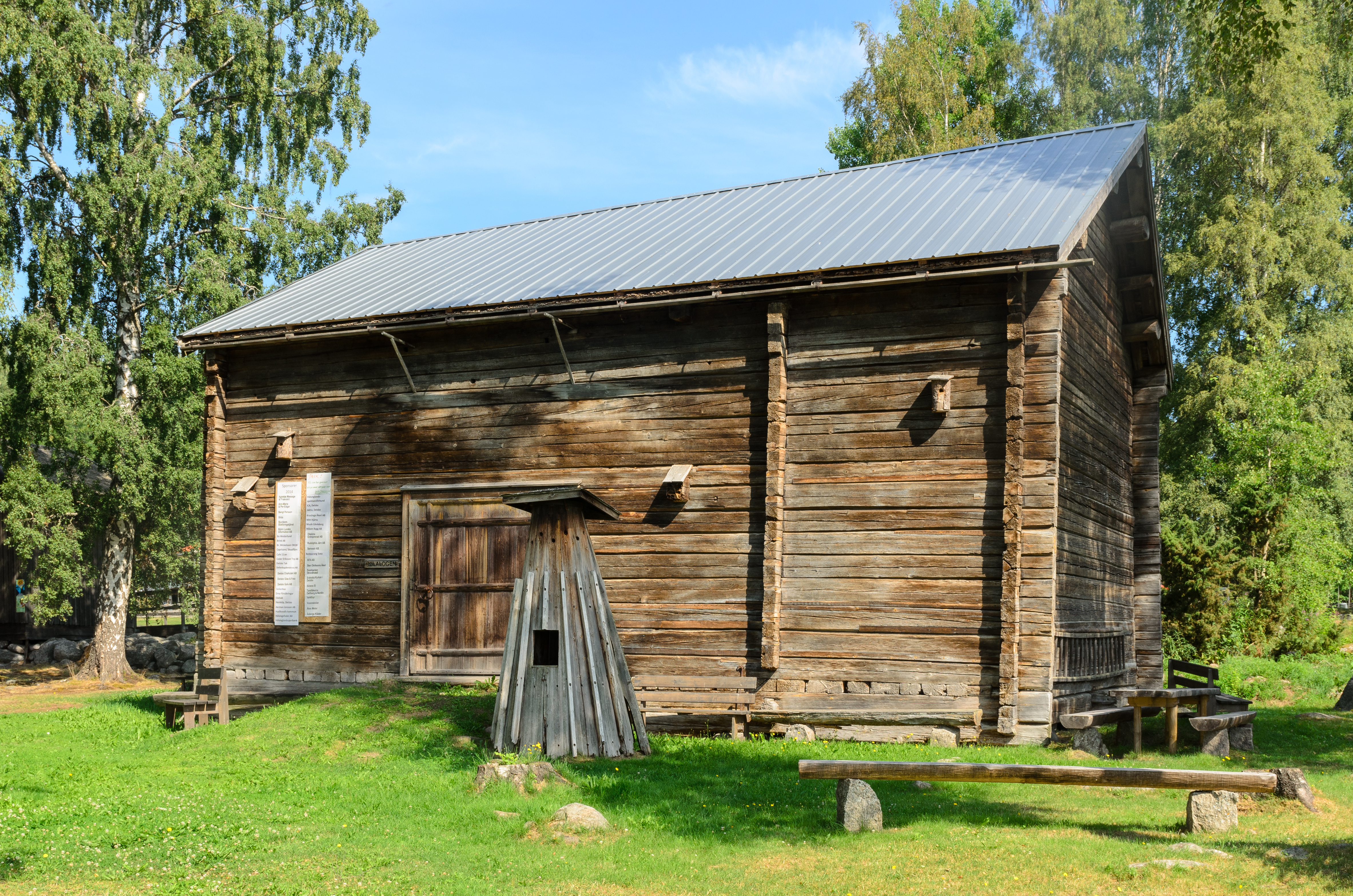
Kilalogen
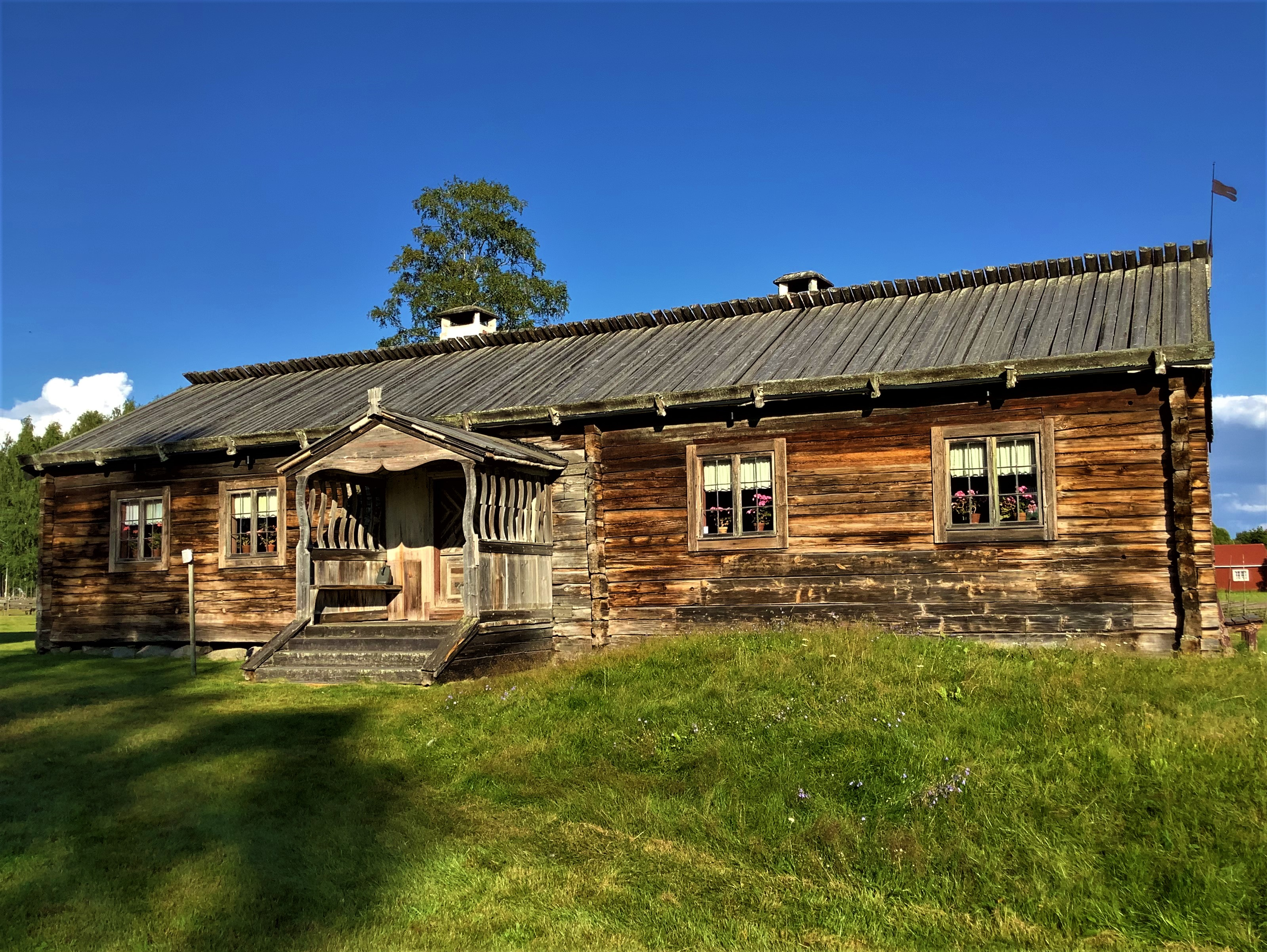
Norrbergsstugan, entrésidan
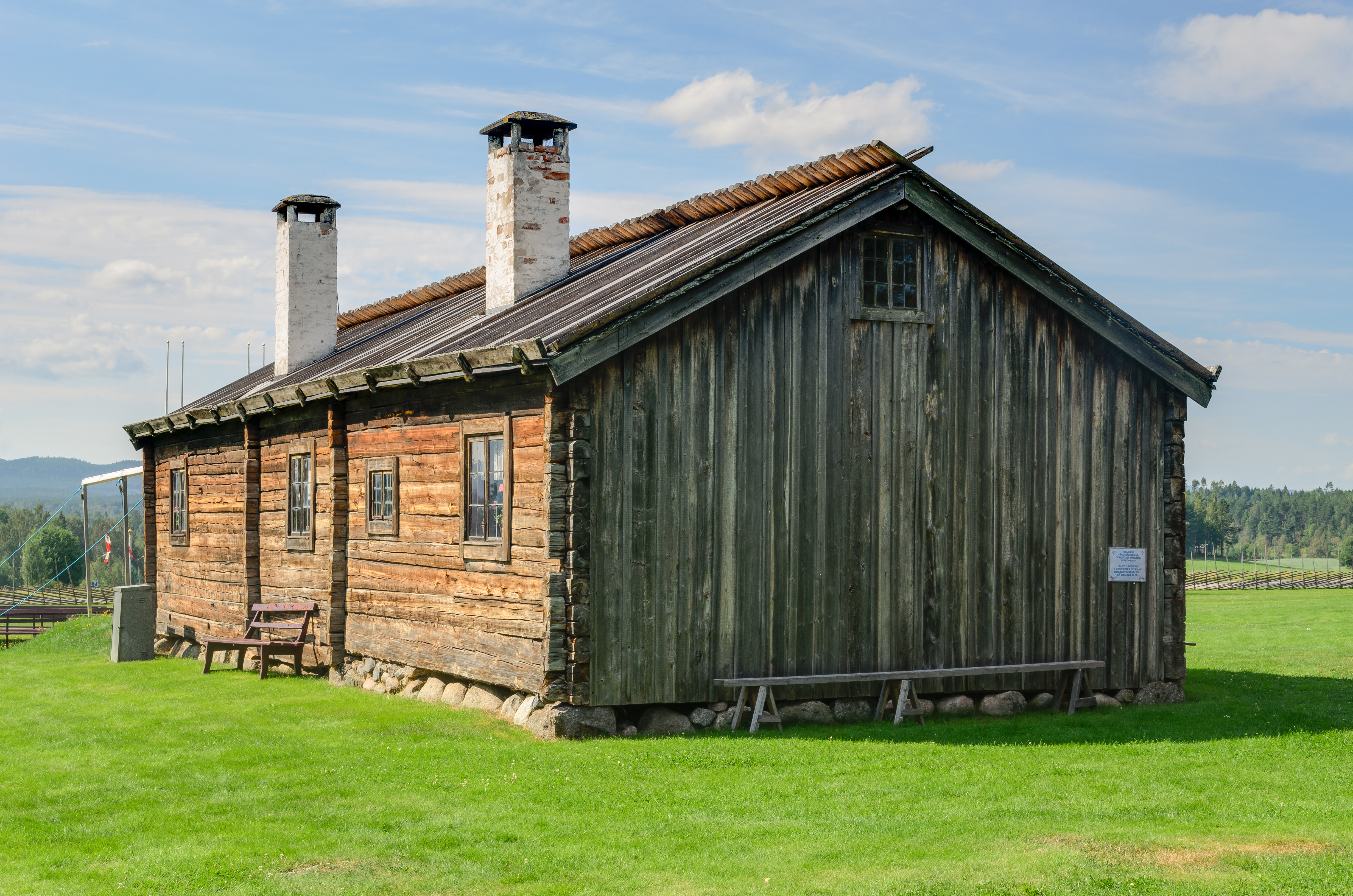
Norrbergsstugan
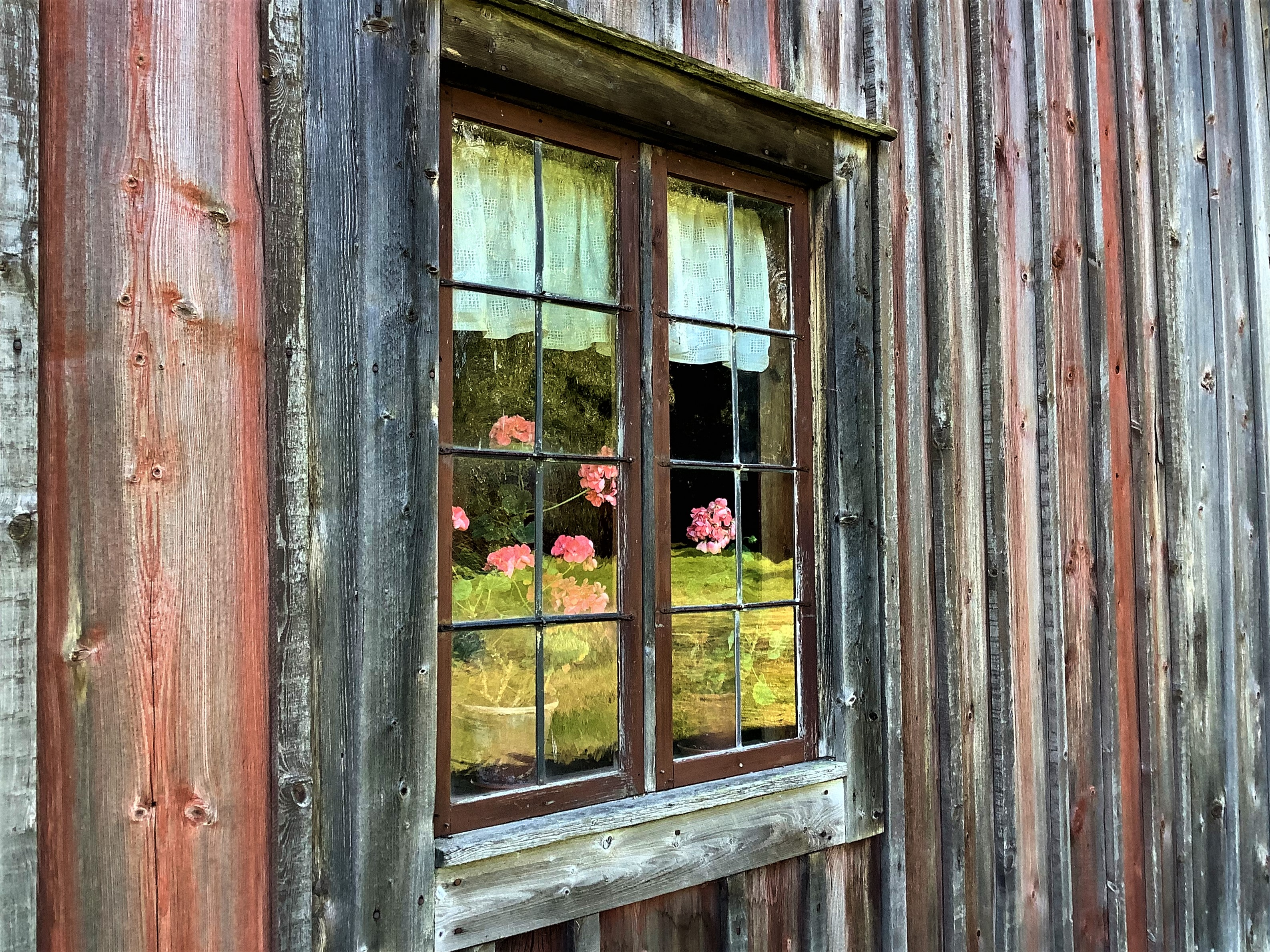
Ett av fönstren på baksidan av Norrbergsstugan

## Bygdemuseum

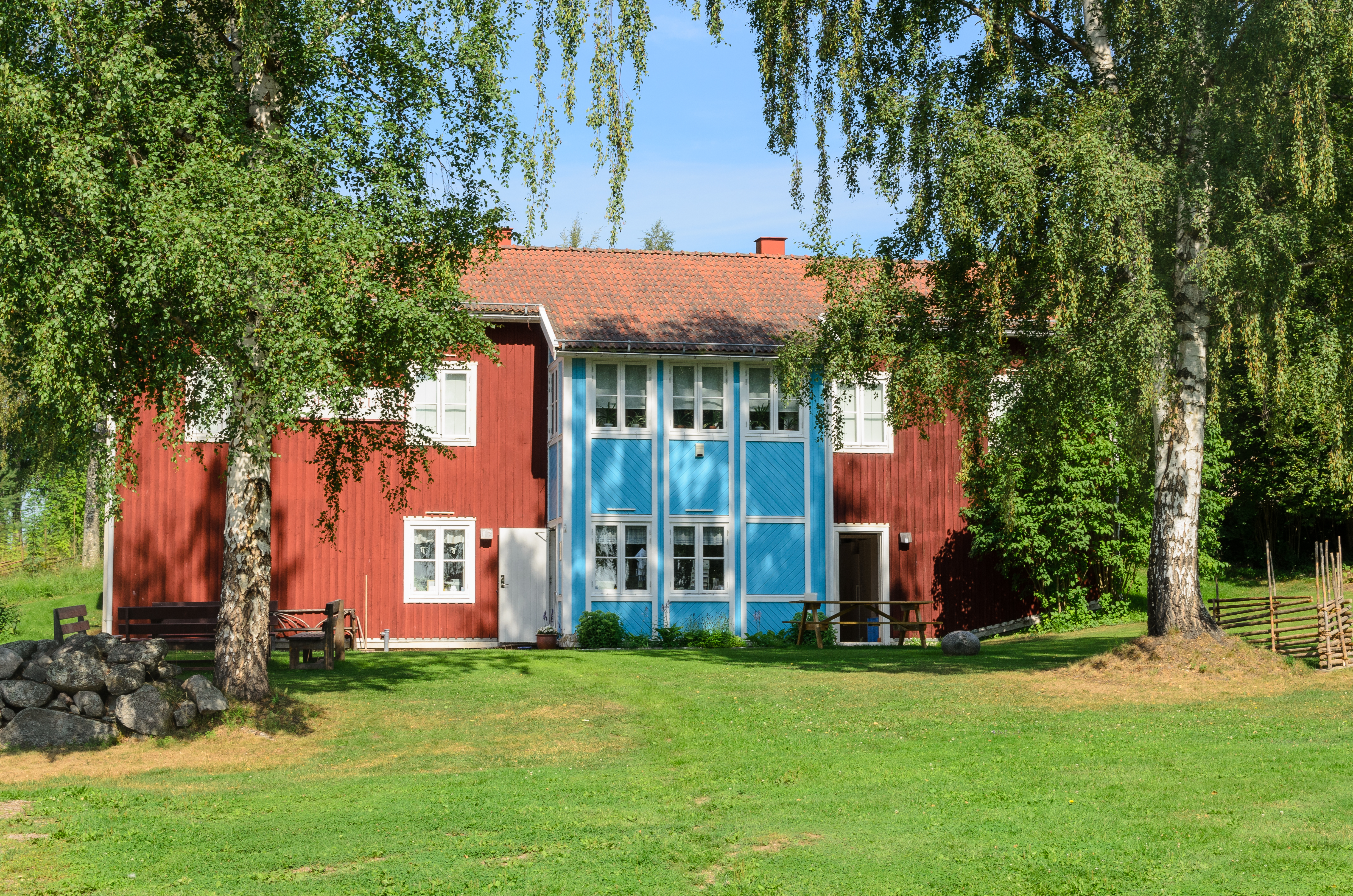
Bygdemuseet.

På forngården finns ett bygdemuseum som invigdes 1986. Byggnaden ritades av arkitekten Sören Thurell. I museet finns en permanent utställning som visar museets textilsamlingar med bland annat Delsbodräkten. Museet har också temporära utställningar, och en butik med servering.

## Delsbostämman
På forngården arrangeras sedan 1952 Delsbostämman, Sveriges äldsta spelmansstämma. 